# アリスイ
アリスイ（蟻吸、Jynx torquilla）は、キツツキ科アリスイ属に分類される鳥類。アリスイ属の模式種。

## 分布
アフリカ大陸、ユーラシア大陸、イギリス（ジブラルタルを含む）、日本。
夏季にアフリカ大陸北部やユーラシア大陸で繁殖し、冬季になるとアフリカ大陸中部やインド、東南アジアへ南下し越冬する。日本では北海道、本州北部では夏季に繁殖のため飛来し（夏鳥）、本州中部以西では冬季に越冬のため飛来（冬鳥）する。アリの出現に合わせて移動しているらしく、クロナガアリが出現している間は冬の関東地方でも長い間越冬し、厳寒期に南下する。

## 形態
全長17-18cm。背面は灰褐色の羽毛で覆われ、褐色や黒褐色の複雑な斑紋が入る。また頭頂から背面にかけて暗褐色の太い縦縞が入り、側頭部や肩部にも黒い斑紋が入る。喉から胸部にかけては黄褐色の羽毛で覆われ、黒褐色の横縞が入る。尾羽は丸尾で繋がっておらず、黒褐色の横縞が約5本入る。

## 分類
- Jynx torquilla torquilla　Linnaeus, 1758 - など

## 生態
開けた森林、林縁、草原、湿地、農耕地、川原などに生息する。樹上では木の枝に対して水平に止まる。外敵に巣を狙われた場合、大声で鳴いて巣の周りを飛ぶ。警戒のために頻繁に首をかしげるような行動を行う。種小名torquillaは「首を捻る者」の意で、英名（Wryneck＝曲がった首）と同義。
食性は動物食で、主にアリを食べ、和名の由来になっている。地表や朽ち木に止まって舌を伸ばし、獲物を捕食する。
繁殖形態は卵生。樹洞や地面に空いた穴、キツツキの古巣に営巣し、日本では6-7月に1回に6-10個の卵を産む。主にメスが抱卵し、抱卵期間は12-14日。雛は孵化してから18-25日で巣立つ。

## 人間との関係
首を曲げ頻繁に後ろを向くことから、不吉の象徴とされることもある。ギリシア神話では恋の呪術に用いられたというエピソードがある。
樹洞に巣を作るため、巣箱を利用することもある。

## 画像

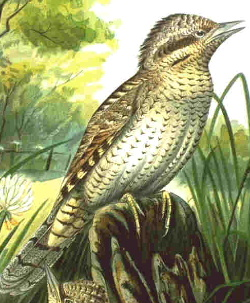
イラスト
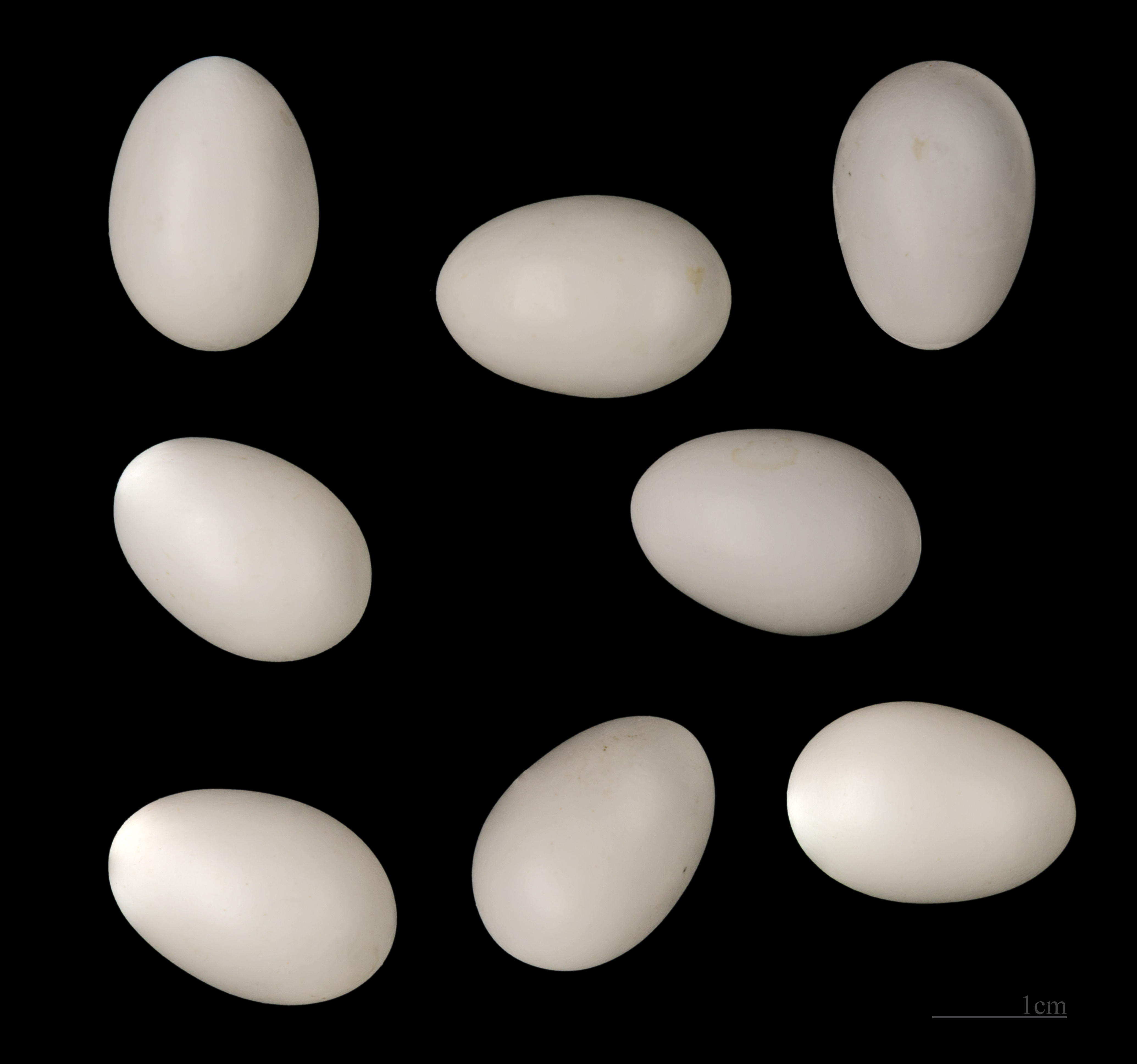